# Festival Internacional de Cinema de Sant Sebastià
El Festival Internacional de Cinema de Sant Sebastià (basc: Donostia Zinemaldia) és un certamen cinematogràfic anual iniciat el 21 de setembre de 1953 a la ciutat de Sant Sebastià, al País Basc.

## Història
Després de ser concebut per a la seva primera edició el 1953 com una Setmana Internacional de Cinema impulsada pel comerç local, l'any 1954 va adquirir la denominació de Festival Internacional de Cinema, al fer-se càrrec de l'organització del certamen el Sindicat Nacional d'Espectacles i el Ministeri d'Informació i Turisme. En aquesta segona edició va obtenir de la Federació Internacional d'Associacions de Productors Cinematogràfics (FIAPF) la categoria B (festival no competitiu). El 1955 el Festival va atorgar la primera Conquilla de Plata com premi distintiu del certamen (la guanyadora va ser Giorni d'amore, de Giuseppe De Santis), primer guardó concedit pel festival a una pel·lícula estrangera. A l'any següent, el 1956, la FIAPF no va reconèixer al Festival i, no obstant això, el 1957 li va concedir la categoria A (competitiu), quedant establerta la Gran Conquilla d'Or com principal guardó (sent la guanyadora altra pel·lícula italiana, La nonna Sabella, de Dino Risi). El Festival va perdre la categoria A als anys 1963 i 1980-1984, període aquest últim en el qual una greu crisi es va apoderar del certamen.
El Festival de Cinema de Sant Sebastià és un dels més prestigiosos d'Europa, al costat del Festival de Cannes, la Mostra de Venècia, la Berlinale o el Festival Internacional de Cinema de Karlovy Vary. Per ell han passat grans directors, actors i productors, tant per a rebre guardons com per a mostrar les seves pel·lícules fora de concurs. Se celebra a la fi del mes de setembre de cada any, incorporant, a més de la secció Oficial (competitiva) altres seccions com Zabaltegi, seccions monogràfiques i retrospectives i altres activitats relacionades amb la cinematografia. A més dels premis de la secció oficial, es concedeixen altres, entre els quals destaca el Premi Donostia, atorgat a les grans carreres cinematogràfiques.
Actualment està organitzat per una societat anònima amb la denominació del Festival, en l'accionariat del qual participen a parts iguals l'Institut de la Cinematografia i de les Arts Audiovisuals (Ministeri de Cultura), el Govern Basc, la Diputació Foral de Guipúscoa i l'Ajuntament de Sant Sebastià.
Des de gener de 2001 el festival és dirigit pel guipuscoà Mikel Olaciregui, en substitució de Diego Galán.
El Festival Internacional de Cinema de Sant Sebastià s'ha estabilitzat en un bon nivell mitjà, lloat pels professionals del cinema de tot el món. La seva principal característica, diferenciadora de la resta de festivals, és la capacitat d'atracció dels propis donostiarres, que inunden les sales de cinema de la ciutat, que durant aquests dies solament emeten pel·lícules del Festival i a preus reduïts. Es tracta del Festival amb major assistència de públic del circuit de Festivals internacionals de primera categoria.

## Premis

### Premis oficials
Els premis oficials es concedeixen només a pel·lícules presentades en la Secció Oficial del festival. L'encarregat d'atorgar-los és el Jurat oficial del Festival, compost de destacades figures del món del cinema. Aquests premis són els reconeguts internacionalment i amb la màxima categoria per la FIAPF.
- Conquilla d'Or a la millor pel·lícula
- Conquilla de Plata al millor director
- Conquilla de Plata a la millor actriu
- Conquilla de Plata al millor actor
- Premi del Jurat a la millor fotografia
- Premi del Jurat al millor guió

El jurat també té potestat per atorgar un Premi Especial a la pel·lícula que convingui.

### Premis Donostia
El Premi Donostia és un premi cinematogràfic de caràcter honorífic que es lliura en el transcurs del Festival de Cinema de Sant Sebastià, com a reconeixement als que han contribuït amb les seves carreres al món del cinema. Creat el 1986, amb un propòsit: atreure a diverses estrelles a la Mostra.

## Seus
El Festival es desenvolupa en diferents punts de Sant Sebastià. Les oficines de l'organització estan situades en el Teatre Victoria Eugenia, i estan obertes tot l'any: els responsables del Festival es dediquen els dotze mesos de l'any a l'organització de la següent edició. Les projeccions tenen lloc en diferents escenaris:
- Palacio de Congressos i Auditori Kursaal

Article principal: Palacio de Congressos i Auditori Kursaal
A l'auditori es projecten les pel·lícules de la Secció Oficial i se celebren les gales d'inauguració, clausura i lliurament de premis. A la sala de càmera es projecten les pel·lícules de Zabaltegi, així com altres projeccions especials. A les Sales Polivalents del Kursaal se situa el Industry Club així com altres oficines d'informació.
- Teatre Victoria Eugenia

Article principal: Teatre Victoria Eugenia
Seu principal del Festival fins a la construcció del Kursaal en 1999. Per ell han desfilat les principals estrelles del cinema internacional des de 1953.
- Teatre Principal

El més antic teatre de la ciutat, inaugurat en 1843, acull unes certes projeccions del Festival.
- Hotel María Cristina

Article principal: Hotel María Cristina
Malgrat no ser pròpiament un punt cinematogràfic, el fet de ser el lloc d'allotjament de les estrelles que acudeixen al Festival el converteix en un lloc d'especial interès i transcendència. Per les seves luxoses habitacions i salons han passat les més importants personalitats del cinema internacional dels últims temps.
- Cinemes Príncep

En aquesta sala de cinema, situada enfront del Museu Sant Telmo en la Part Vella donostiarra, es projecten documentals, passis de premsa i altres pel·lícules del festival obertes al públic.
- Tabakalera

Des de la seva obertura al setembre de 2015 el centre de cultura internacional acull les projeccions de la secció Zabaltegi-Tabakalera, la trobada d'estudiants de cinema i projeccions i trobades en les seves dues sales de cinema.
A més d'aquests tres punts, en la major part de sales de cinema de la ciutat durant el Festival només es projecten pel·lícules de les diferents seccions del certamen. D'aquesta manera, qualsevol ciutadà que ho desitgi pot gaudir de totes les pel·lícules del Festival.